# Iglesia de Santo Tomás (Avilés)
La iglesia de Santo Tomás de Cantorbery o Iglesia nueva de Sabugo, es un templo de la villa asturiana de Avilés (España). No debe confundirse con la Iglesia de Santo Tomás de Cantorbery del barrio viejo de Sabugo.

## Historia
En el lugar donde se levanta esta iglesia se encontraba el Convento de La Merced, construido entre 1672 y 1723. Con la Desamortización de Mendizábal de 1836, fue utilizado como colegio, fábrica de tejidos y asilo, siendo demolido en 1895. Tras esto, y utilizando parte de la piedra del anterior edificio, se edificó la actual iglesia nueva de Sabugo, dedicada a Santo Tomás de Canterbury al igual que la pequeña iglesia vieja del barrio de pescadores de Sabugo. Se inauguró en 1903 con la presencia del Nuncio de Su Santidad, Monseñor Rinaldini y del Arzobispo de Alcala-Madrid, Monseñor Guisasola. 
La construcción fue fruto del crecimiento de la villa de Avilés, motivada por la burguesía local de carácter comercial e industrial y de indianos retornados que precedió a la gran expansión de Avilés con la construcción de la siderúrgica Ensidesa a mediados del siglo XX. La iniciativa partió de Julián García San Miguel y Zaldúa, Marqués de Teverga, del Partido Liberal y el encargo fue para el prestigioso arquitecto Luis Bellido.

## Descripción

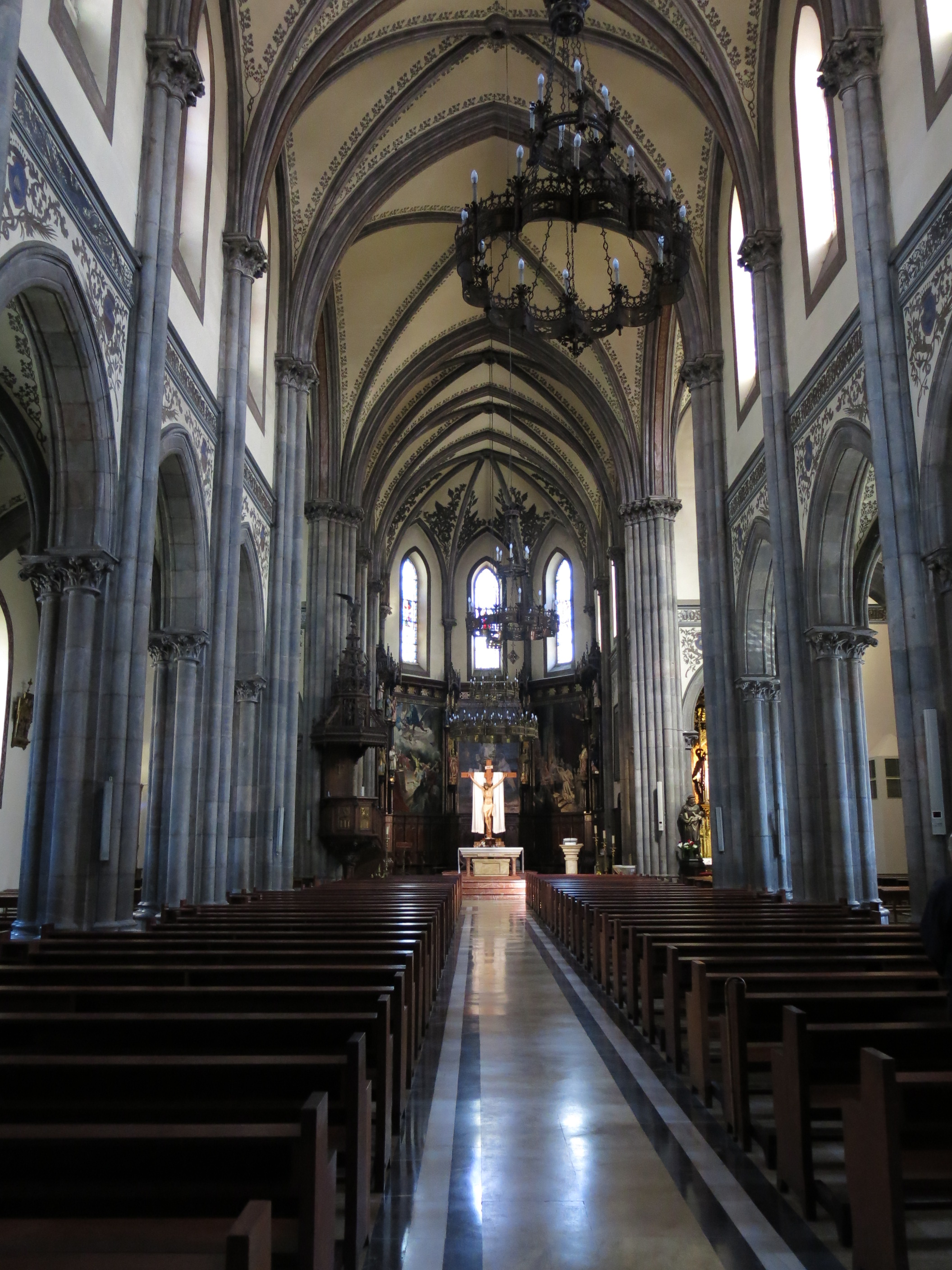
Interior

Se trata de una iglesia de marcado carácter neogótico y medievalista. En su portada destacan dos esbeltas torres de aguja de 47 metros. La planta tiene forma de cruz latina, con 57 metros de largo y 22,5 de ancho.
El interior lo forman tres naves, siendo la central mucho más alta y con claristorio, separada por arcos formeros ojivales de las otras dos. Las tres naves se cubren con bóvedas de crucería. Numerosos retablos decoran el interior, obra del taller del prestigioso asturiano Félix Granda Buylla. La decoración pereció durante la Guerra Civil, siendo repuesta de nuevo por el taller de Buylla. Destaca también el órgano situado en el coro.